# 合水県
合水県（ごうすい-けん）は中華人民共和国甘粛省慶陽市に位置する県。県人民政府の所在地は西華池鎮。

## 概要
甘粛省最東部に位置し、陝西省との省境を持つ。総人口17.5万人中、農業人口が15.24万人という農業中心の県であるが、エネルギー資源を多く埋蔵しており、原油の埋蔵量2.7億トン、石炭の埋蔵量71.3億トン、石炭ガス埋蔵量2150億立方メートルとされる。また、県内には県川河・馬蓮河・固城河・苗村河・葫芦河の5河川が流れ、年平均総流量が3.29億立方メートルと黄土高原地帯では豊富な水資源があり、子午嶺などの大規模灌漑に利用されている。平均海抜は1298.7mと高原中に位置するが、森林被覆率は56.9％と比較的高く、慶陽市の裏庭（「後花園」）とも呼ばれている。
黄河象の化石が出土し、古い石刻がある場所としても知られる。

## 気象
年総日照時間は平均2457.2時間、無霜日は155.2日、年平均降雨量は560.3mm。

## 歴史
617年（義寧元年）、隋により楽蟠県が設置された。623年（武徳6年）、唐により蟠交県が設置された。742年（天宝元年）に蟠交県は合水県と改称された。956年（顕徳3年）、後周により合水県は廃止され、楽蟠県に併合された。1071年（熙寧4年）、北宋により楽蟠県は廃止され、合水県に再設置された。

## 行政区画
8鎮、4郷を管轄する：
- 鎮：西華池鎮、老城鎮、太白鎮、板橋鎮、何家畔鎮、吉峴鎮、肖咀鎮、固城鎮
- 郷：段家集郷、太莪郷、店子郷、蒿咀鋪郷

## 言語
中国語北方方言の中原官話秦隴片に属す方言が主に使われている。

## 農業
小麦、トウモロコシ、馬鈴薯、大豆、アブラナ、リンゴなどの他、瓜類などの野菜栽培も行われている。
畜産業では牛、羊、豚がそれぞれ7.12万頭、24.4万匹、11.2万匹程度飼われている。

## 交通

### 道路
- 高速道路
  -  青蘭高速道路（中国語版）
  -  銀百高速道路
- 国道
  - G211国道
  - G309国道

## 観光
仰韶文化・斉家文化の遺跡があり、子午嶺の尾根には「秦直道」と呼ばれた古代通路の跡がある。また、石刻などを展示する隴東古石刻芸術博物館がある。